# Liste der Zuflüsse der Reppisch
Liste der Zuflüsse der Reppisch

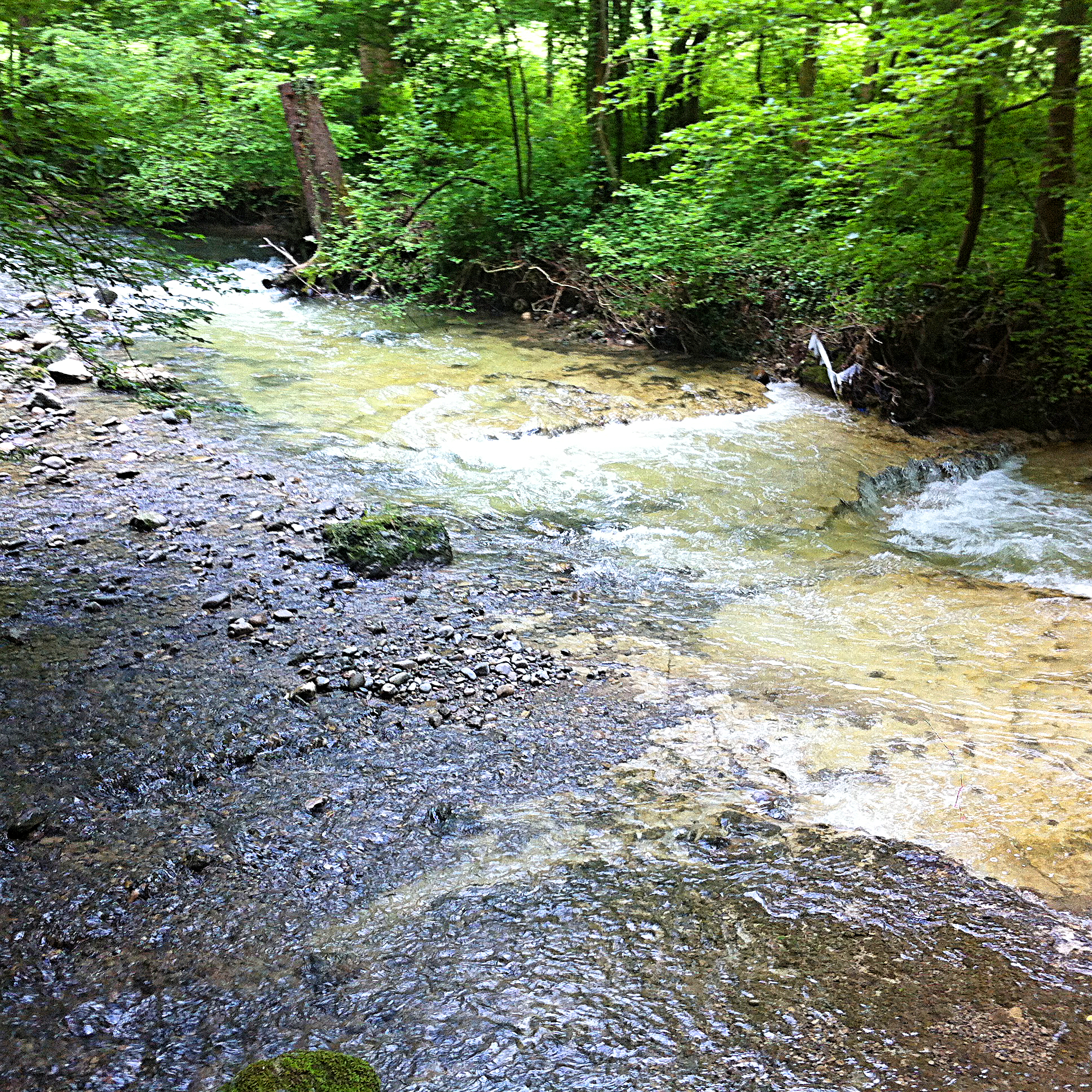
Die Reppisch in Dietikon

Die Reppisch besitzt drei Zuflüsse, welche eine Länge von 4 km oder mehr besitzen, nämlich der Wüeribach, der Rummelbach sowie der Lunnerenbach. Weitere fünf erreichen eine Länge von 2 km oder mehr, nämlich der Dönibach, der Lättenbach, der Schwandenbach, der Tobelbach sowie der Malefizgraben, wenn man seinen rechten Oberlauf Weidbach dazuzählt.

## Liste der Zuflüsse mit Mündungsseite, Mündungsort und Länge
Aufgeführt sind die Zuflüsse der Reppisch von der Quelle bis zur Mündung, insoweit sie auf dem Geografischen Informationssystem des Kantons Zürich oder auf dem Aargauischen Geografischen Informationssystem mit Namen eingetragen sind.
Die Längen wurden auf volle hundert Meter gerundet, namenlose Bäche wurden ausgelassen. Manche Bäche besitzen zwei Namen, vor allem solche, welche die Kantonsgrenze überschreiten.
- Bürchlenbach, von links bei Seehüsli, 0,6 km
- Vorderer Hueberweidbach, von links bei Seehüsli, 0,2 km
- Obertalerbach, von rechts bei Obertal, 1,2 km
- Hinterer Hueberweidbach, von links bei Obertal, 0,3 km
- Laucherbächli, von links bei Obertal, 0,2 km
- Wässerigraben, von rechts bei Obertal, 0,3 km
- Götschiweidbach, von links bei Obertal, 0,5 km

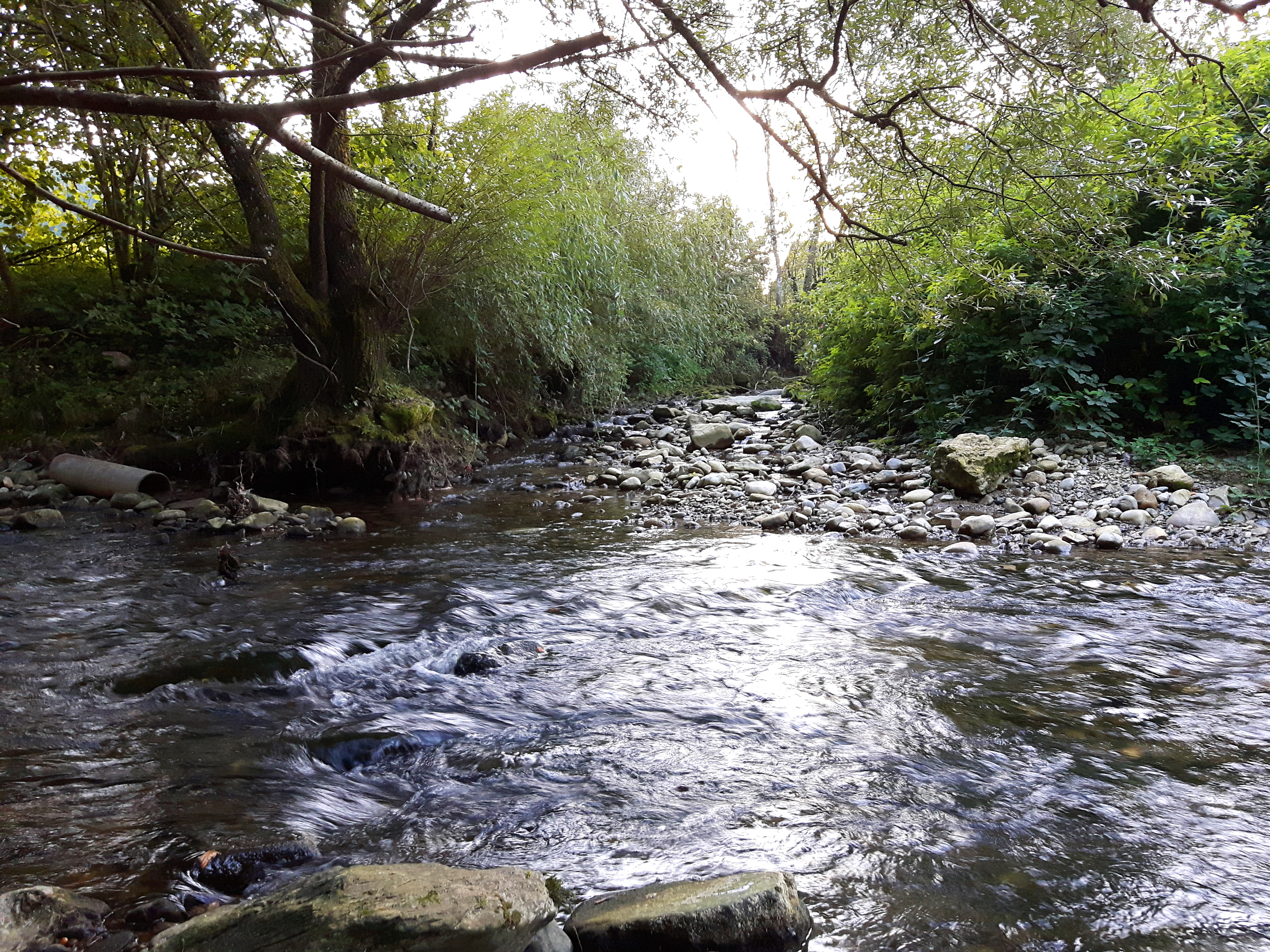
Mündung des Rummelbachs

- Hüttentobelbach, von rechts bei Aeugstertal, 0,4 km
- Dachslochbächli, von links bei Aeugstertal, 0,1 km
- Ennethölzlibächli, von links bei Aeugstertal, 0,03 km
- Häxentobelbächli, von links bei Aeugstertal, 0,1 km
- Schuelhölzlibächli, von links bei Aeugstertal, 0,4 km
- Schuelweidbächli, von links bei Aeugstertal, 0,2 km

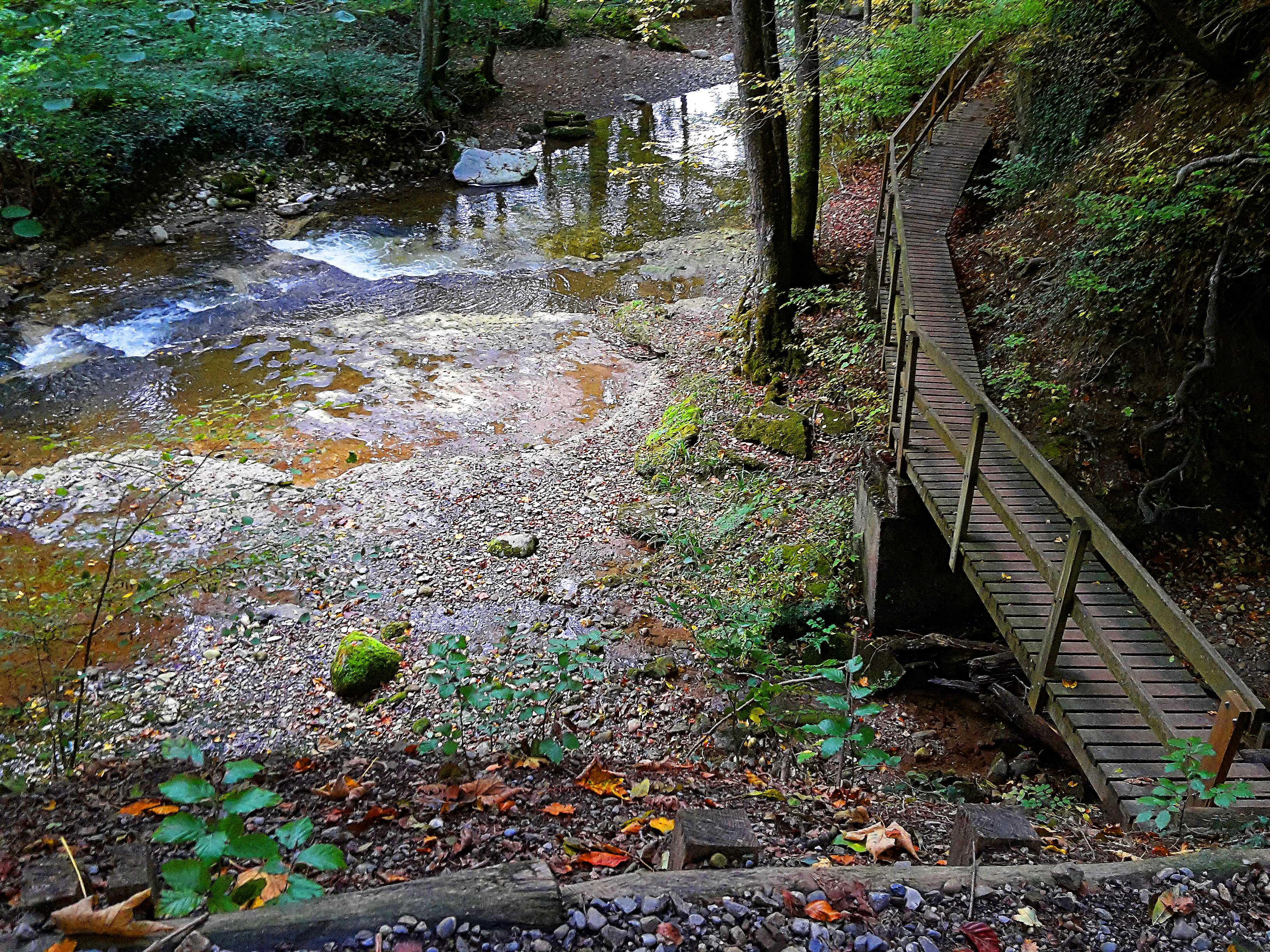
Mündung des Stoffelbachs

- Chlosterbach, von links bei Aeugstertal, 0,8 km
- Mülibergbach, von links bei Aeugstertal, 0,8 km
- Riedbach, von links bei Aeugstertal, 1 km
- Chollerbach, von links bei Wolfen, 0,4 km
- Tüelenbach, von links bei Wolfen, 0,3 km
- Wäberbach, von rechts bei Wolfen, 1 km

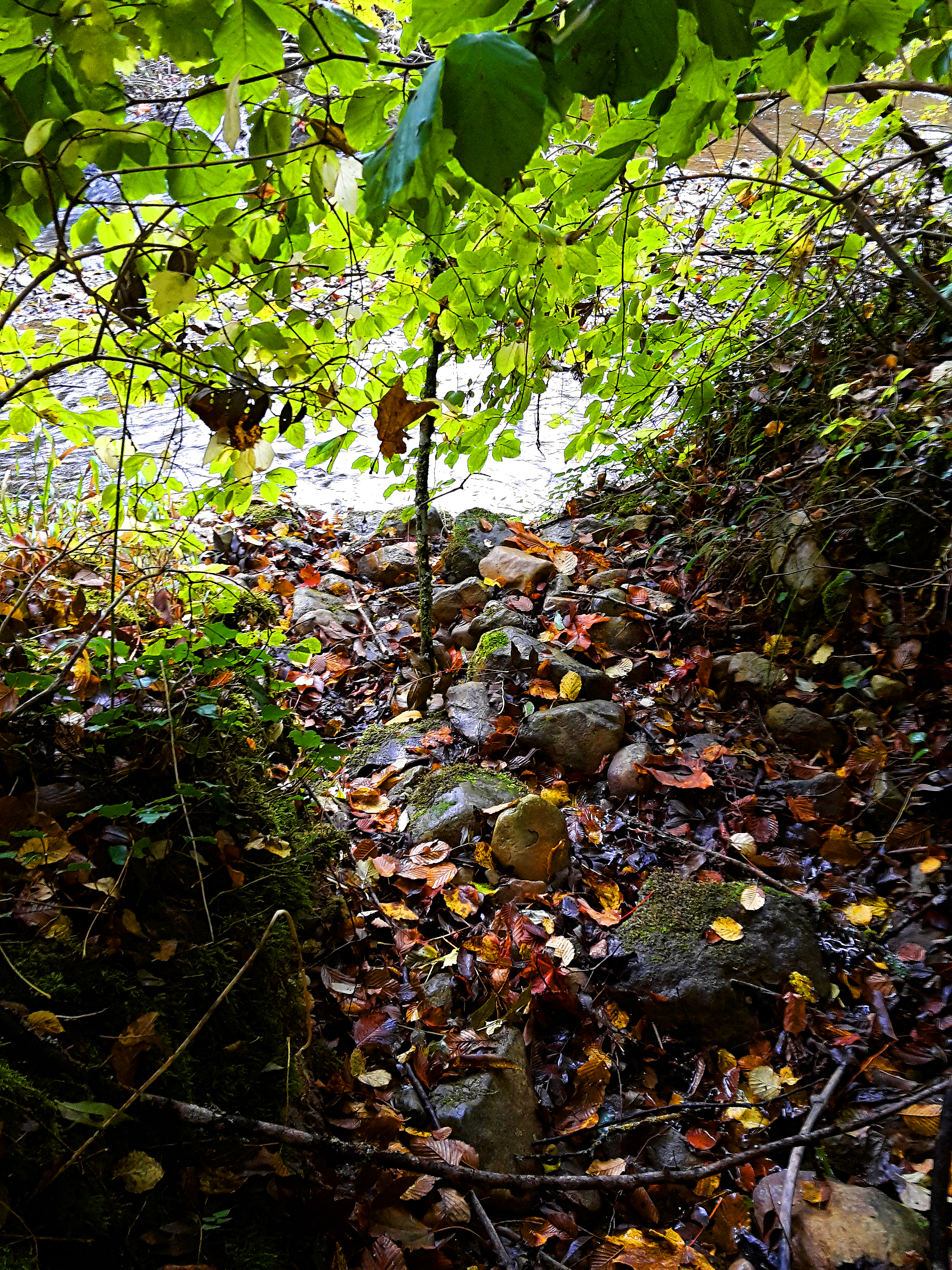
Mündung des Stigelmattbachs im Oktober

- Ämerlibach, von rechts bei Tägerst, 0,7 km
- Lättenbach, von rechts bei Tägerst, 2,3 km
- Stucklibach, von links bei Aumüli, 0,4 km
- Möslibach, von rechts bei Hell, 0,7 km
- Nussbach, von rechts bei Gamlikon, 0,5 km
- Girstelbach, von rechts bei Gamlikon, 0,9 km
- Hertibach, von rechts bei Gamlikon, 0,4 km
- Gamliker Dorfbach, von rechts bei Gamlikon, 1 km
- Schleetalbach, von links bei Schleetal, 0,7 km
- Spitzeggbach, von rechts bei Ägerten, 0,3 km
- Balderenbach, von rechts bei Ägerten, 0,8 km
- Langfurenbach, von rechts bei Ägerten, 0,7 km
- Tannholzbach, von links bei Stallikon, 0,3 km
- Silberbach, von rechts in Stallikon, 1 km
- Irgelibach, von rechts bei Stallikon, 0,7 km
- Beerimoosbach, von links bei Bleiki, 0,6 km
- Törlibach/Niggitalbach, von rechts bei Bleiki, 1 km
- Feldbach, von rechts bei Sellenbüren, 0,3 km
- Zügnisbach, von rechts bei Sellenbüren, 1 km

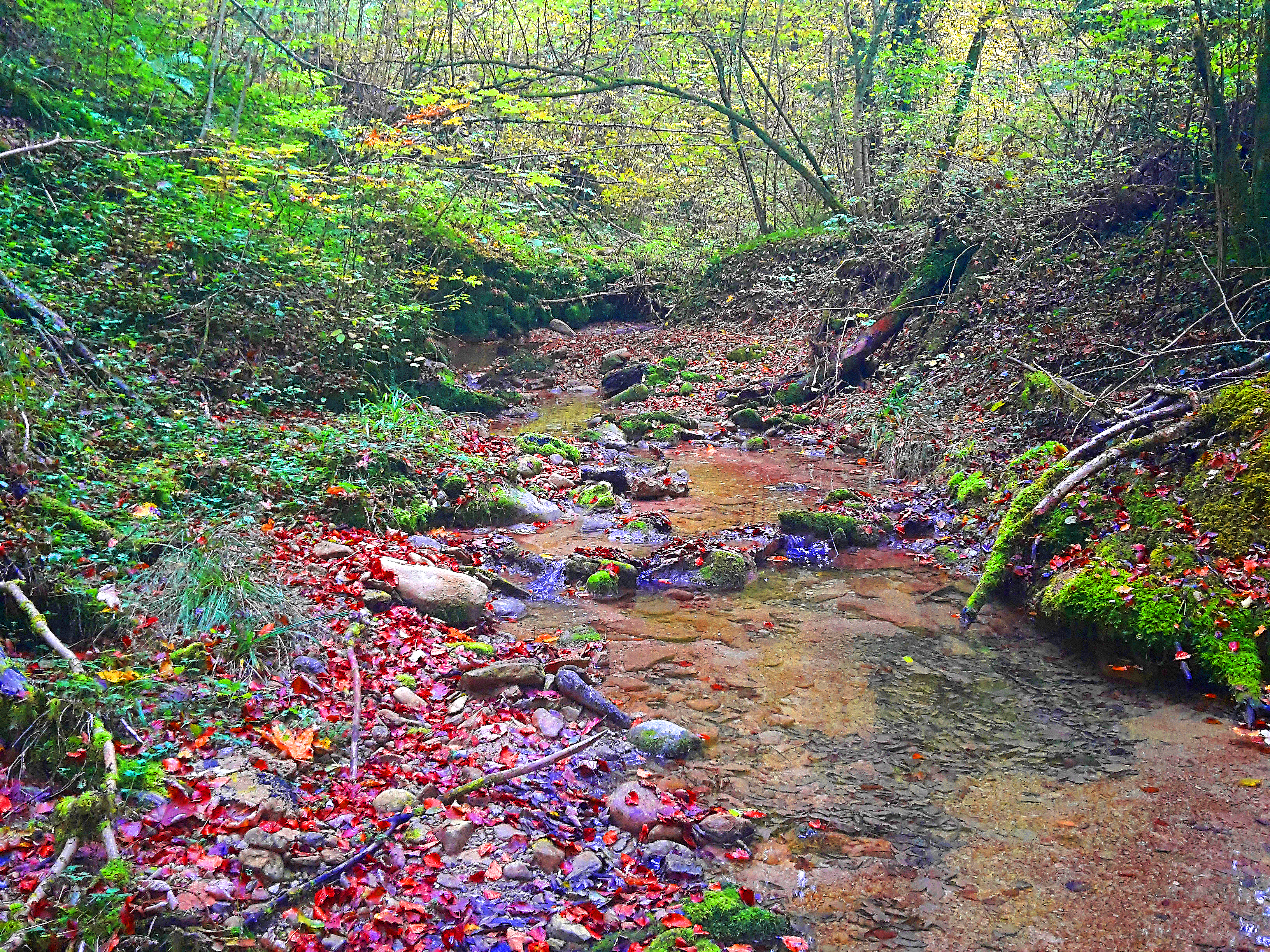
Lunnerenbach im Gruenhaldentobel

- Loomattbach, von rechts bei Sellenbüren, 1,3 km
- Hagnibach/Sellenbürener Dorfbach, von rechts bei Sellenbüren, 0,8 km
- Weidelbach, von rechts bei Sellenbüren, 1,2 km
- Diebisbach, von rechts bei Diebis, 1,2 km
- Bättelweidbach/Weidholzbach, von rechts bei Landikon, 0,6 km
- Schwandenbach/Schwandenbächli, von rechts in Landikon, 2,1 km
- Risilochbach, von rechts in Birmensdorf, 0,3 km
- Wüeribach, von links in Birmensdorf, 7,8 km
- Lunnerenbach, von links in Birmensdorf, 4 km
- Hinteres Steigbächli, von links bei Birmensdorf, 0,9 km
- Werdbach, von links bei Birmensdorf, 0,2 km
- Tobelbach/Grossmatthau 1, von links bei Ober Reppischtal, 2,4 km
- Häderlibach, von links bei Ober Reppischtal, 0,5 km
- Malefizgraben, von links bei Unter Reppischtal, 1,2 km (mit dem rechten Oberlauf Weidbach 3 km lang)

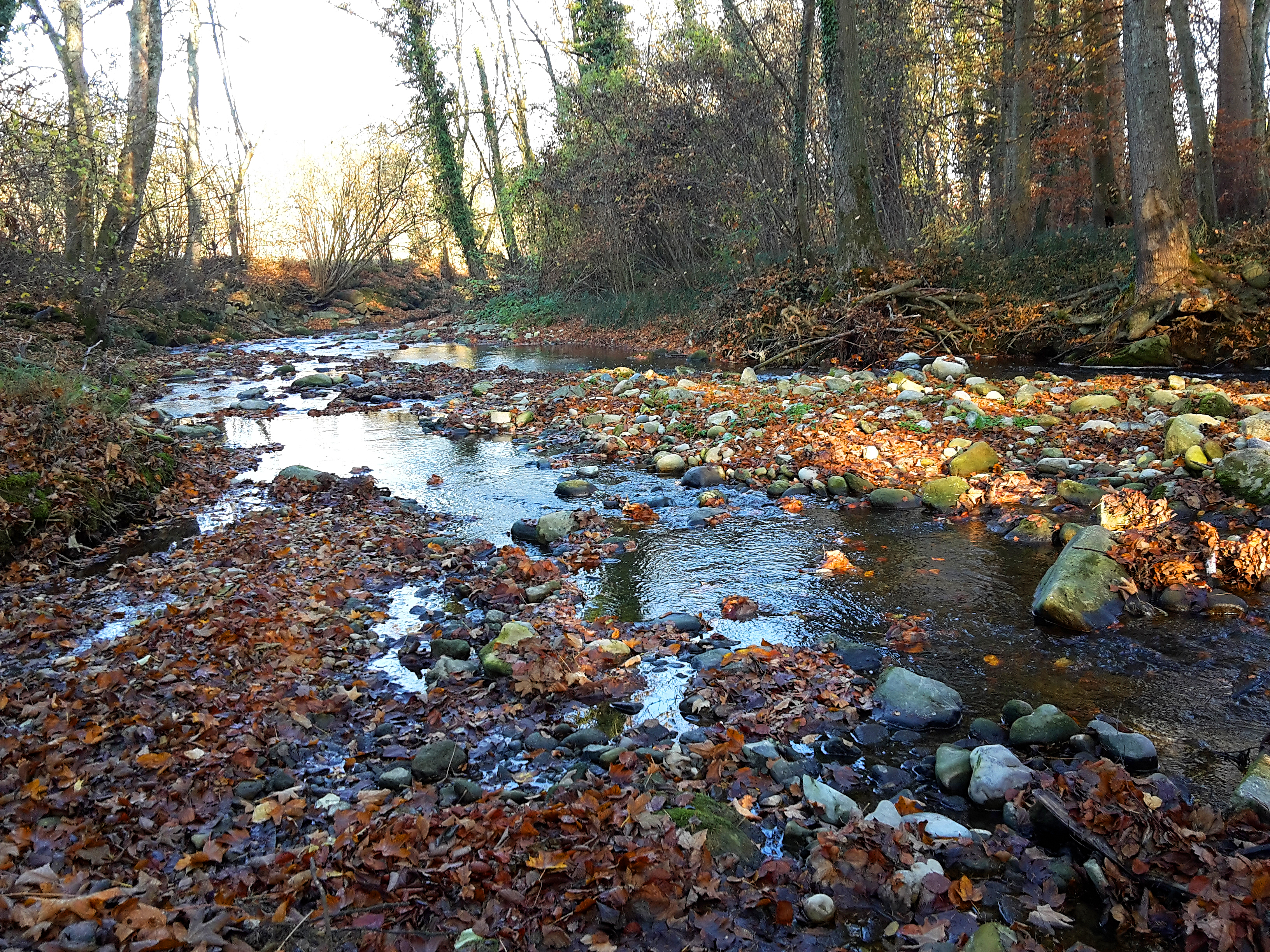
Mündung des Dönibachs (links)

- Stigelmattbach/Butzerütibach, von links bei Unter Reppischtal, 1 km (mit Stigelmattbach, im Aargau Chlosterholz 2)
- Rummelbach, von links bei Rudolfstetten, 7 km
- Steimägeri, von links bei Reppischhof, 0,1 km
- Aegertenbach (oder Ägertenbach), von rechts bei Reppischhof, 0,5 km
- Rütmatt, von links bei Reppischhof, 0,1 km
- Langbodenbach, von links bei Reppischhof, 0,2 km
- Gwindenbach, von links bei Reppischhof, 1,2 km
- Raibach, von links bei Baltenschwil, 0,3 km
- Tobelbach, von rechts bei Dietikon, 1,4 km
- Stoffelbach, von rechts bei Dietikon, 1,3 km
- Dönibach, von links bei Dietikon, 3,1 km
- Grundschenbach, von links bei Dietikon, ca. 0,1 km (Bachlauf auf Aargauer Karten nicht eingezeichnet)
- Walenmattbach, von links bei Dietikon, ca. 0,4 km (Bachlauf auf Aargauer Karten nicht eingezeichnet)
- Basibach, von links bei Dietikon, 0,8 km